# Большие Озерки (Щёкинский район)
Большие Озерки — деревня в Щёкинском районе в Тульской области России.
В рамках административно-территориального устройства относится к Житовской сельской администрации Щёкинского района, в рамках организации местного самоуправления включается в сельское поселение Огарёвское.

## География
Расположена на юго-восточной границе города Щёкино, в 3 км к юго-востоку от железнодорожной станции Щёкино.

## Население
| 2002 | 2010 |
| ---- | ---- |
| 282  | ↗320 |